# Bauhinia lingua
Bauhinia lingua är en ärtväxtart som beskrevs av Dc. Bauhinia lingua ingår i släktet Bauhinia och familjen ärtväxter.

## Underarter
Arten delas in i följande underarter:
- B. l. antipolana
- B. l. lingua
- B. l. riedelii